# José Ramón Yepes
José Ramón Yepes (Maracaibo, Venezuela; 9 de diciembre de 1822 - ibíd., septiembre de 1881) fue un militar, escritor y político venezolano que ocupó importantes cargos dentro de la política de Venezuela.

## Vida
Como marino llegó a desempeñar los cargos de capitán de marina y contraalmirante y trabajó como director de marina en el ministerio de defensa y marina durante el gobierno del presidente Juan Crisóstomo Falcón de 1874 y 1877. En su faceta política desempeñó diversos cargos públicos como diputado y senador al Congreso Nacional. Como escritor cultivó tanto la poesía como la narrativa. Fue conocido como "El Cisne del Lago" esta denominación, y además usó el seudónimo de "Guairaratín".
Lucha contra la dictadura del general José Tadeo Monagas y luego decide irse al exilio. Perteneció a la primera generación literaria romántica venezolana, de la cual se le considera uno de sus principales exponentes. Alcanza la fama literaria gracias a sus poemas líricos que lo colocan entre los mayores poetas venezolanos. 

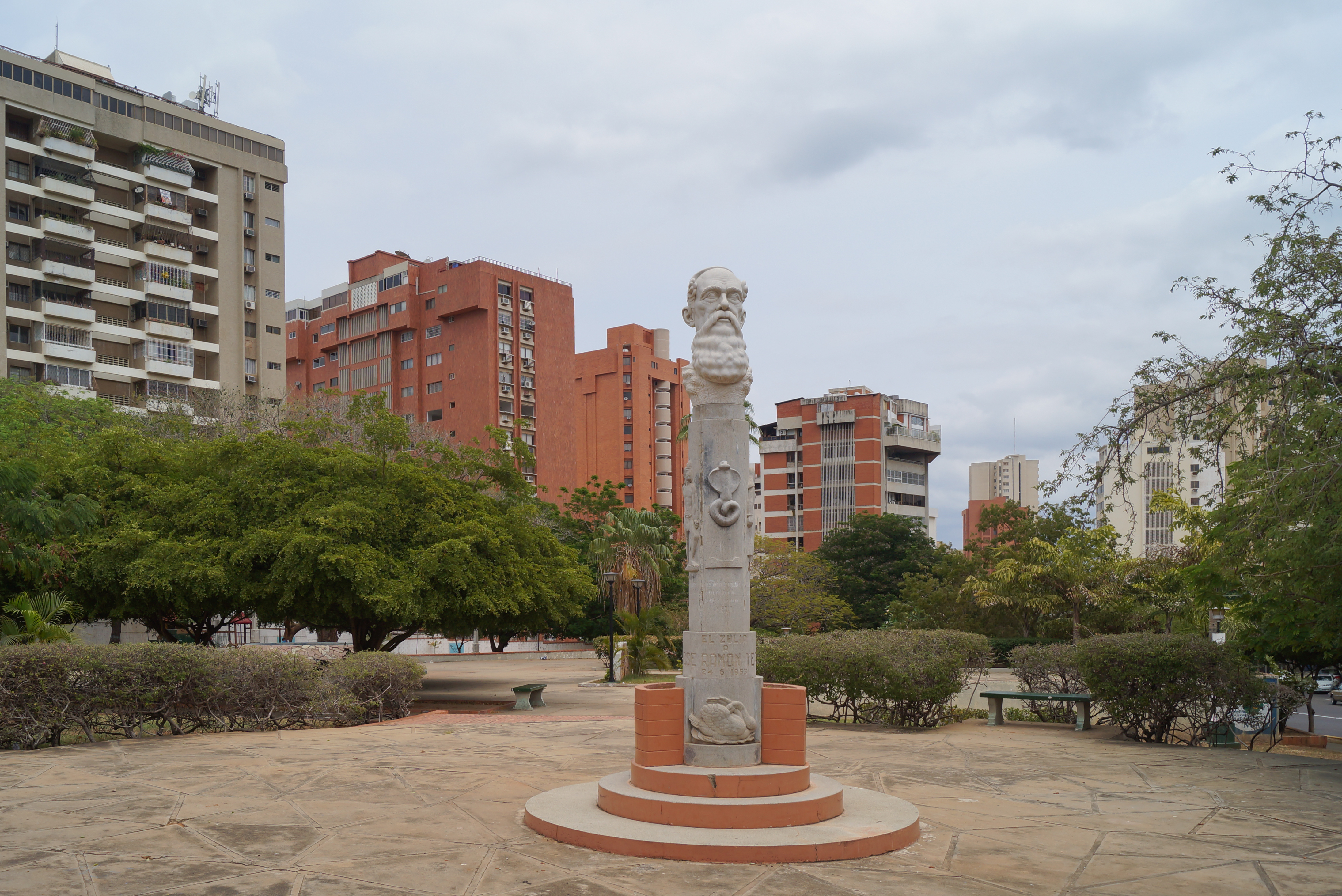
Plaza José Ramón Yepes I.

Sus restos fueron localizados en 1949 y fueron trasladados al Panteón Nacional de Venezuela. Cuenta la anécdota que sus últimos años transcurrieron en Maracaibo, al morir ahogado en el Coquivacoa, un Cisne remonto vuelos desde las aguas, ”Era su alma que voló en forma de Cisne hacia el cielo”. Dijo uno de sus amigos.
Alguna de sus obras fueron Muerte de una niña (1846), La medianoche (1848), Nieblas (1852) o Iguaraya e Anaida (1874).